# Integrated Technology Processes
 (signalé en juin 2025).
Si vous disposez d'ouvrages ou d'articles de référence ou si vous connaissez des sites web de qualité traitant du thème abordé ici, merci de compléter l'article en donnant les références utiles à sa vérifiabilité et en les liant à la section « Notes et références ».
- Archive Wikiwix
- Bing
- Cairn
- DuckDuckGo
- E. Universalis
- Gallica
- Google
- G. Books
- G. News
- G. Scholar
- Persée
- Qwant
- (zh) Baidu
- (ru) Yandex
- (wd) trouver des œuvres sur Wikidata

Pour les articles homonymes, voir ITP.

Une filière technologique intégrée, également connue sous le sigle ITP (pour l'anglais Integrated Technology Processes) est l’ensemble des compétences, savoir-faire, et moyens nécessaires pour définir et produire une pièce élémentaire ou un assemblage de pièces pour un bureau d'étude, une unité de production ou un département de contrôle qualité, au sein d’une chaîne logistique donnée.

## Les filières technologiques intègrent les tâches amont et aval à la production
Les filières technologiques sont l’ensemble des activités permettant de produire une pièce élémentaire ou de construire un assemblage. La notion de filière peut s’appliquer pour chaque technologie de production utilisée.
Les filières technologiques suivantes peuvent par exemple être définies :
- fabrication de tubes,
- plaques métalliques,
- pièces usinées,
- outillages divers utilisés lors de la fabrication,
- pièces en composite,
- électricité,
- thermoplastiques,
- assemblage, etc.

Une filière technologique recouvre l’ensemble des activités de la conception à la production d’une pièce élémentaire ou d’un assemblage.
La plupart du temps, plusieurs filières technologiques sont nécessaires pour construire un produit fini.

## L’intégration des filières technologiques améliore l’efficacité
Les filières technologiques intégrées sont utilisées dans l’industrie aéronautique pour améliorer l’efficacité pendant les phases de conception et de développement, grâce à l’automatisation des tâches, le renforcement de la concourance des informations tout en évitant la duplication de données.

L’ingénierie concourante est considérée comme un accélérateur d’efficacité et de qualité le long du processus de développement des produits. Au-delà de l’utilisation partagée des maquettes numériques 3D, l’intégration des filières technologiques est nécessaire.
L’intégration des filières technologiques correspond à l’optimisation des compétences, des procédures, des savoir-faire et des moyens nécessaires pour un bureau d’études, une unité de production, un département de contrôle qualité.